# La Tessoualle
La Tessoualle är en kommun i departementet Maine-et-Loire i regionen Pays de la Loire i nordvästra Frankrike. Kommunen ligger i kantonen Cholet 3e Canton som tillhör arrondissementet Cholet. År 2022 hade La Tessoualle 3 178 invånare.

## Befolkningsutveckling
Antalet invånare i kommunen La Tessoualle
| Referens: INSEE |